# Władisław Metodiew
Władisław Metodiew (bg. Владислав Методиев; ur. 14 kwietnia 1980) – bułgarski zapaśnik walczący w stylu klasycznym. Olimpijczyk z Aten 2004., gdzie zajął dwunaste miejsce kategorii 84 kg.
Pięciokrotny uczestnik mistrzostw świata, siódmy w 2014. Wicemistrz Europy w 2013. Dwudziesty na igrzyskach europejskich w 2015. Wicemistrz Europy juniorów w 2000 roku.
- Turniej w Atenach 2004

Pokonał Tarviego Thomberga z Estonii i przegrał z Hamzą Yerlikayą z Turcji.